# 水樹たま
水樹 たま（みずき たま、1985年7月16日 - ）は、日本のグラビアアイドル、タレント。本名と旧芸名は北村 ひとみ（きたむら ひとみ）。埼玉県出身で、日テレジェニック（2006年）に選出されて2015年10月31日までファンタスターに所属したのち、フリーランスを経て現在はドルチェスターに所属する。

## 人物
- 埼玉県立伊奈学園総合高等学校を卒業した。
- ピアノとフルートを趣味と特技にしており[2]、フルートは高校時代に関東大会に出場し、演奏する様子がイメージビデオで見られる。歌唱とバレーボールも得意である[3]。
- 4人姉弟の長女で、6歳下と9歳下と16歳下の3人の弟がいる。
- ハライチの岩井勇気は高校の1つ後輩にあたり、高校時代も親交がある。

## 来歴
- 19歳の時に渋谷でスカウトされ[4]、2005年半ばに芸能界で活動を始めた[5]。身長は152センチメートルでトランジスターグラマーな身体である。
- 2006年日テレジェニックに選出[6]。
- 2009年4月1日に自身の旧ブログ「◎まんまる◎どーなちゅ◎」で5月末日に引退すると告げたが、のちにアメーバブログでブログを再開した[7]。
- 2009年7月から個人活動として全国で撮影会などを催し、Web上で写真集などを販売している。
- 2009年12月1日に本人のブログで、株式会社クルーソーの所属タレントとなったと告げた。
- 2010年9月1日から芸名を水樹たまに改名[1]した。
- 2015年10月31日にフリーランスとなった。
- 2016年（時期不明）にドルチェスターの所属タレントとなった。

## エピソード
- グラビアアイドルとして「太っているほう」と自認しており、それを逆手にとった仕事も多い[8]。
- イメージビデオのインタビューで、「海水浴に行った際、お尻が大きすぎて浮輪がはまってしまい、外れなくなってとても恥ずかしかった思い出がある。」と語る。
- ハライチの岩井勇気は高校の1つ後輩にあたり、高校時代も親交がある。2022年2月放送の相席食堂でハライチによる地元ロケにて、澤部は岩井の元カノと思い水樹の事務所へオファーをしようとしたが、交際は一切していなかったため断念し、岩井がエピソードを話したのみで水樹が出演することはなかった。
- 公式プロフィールのスリーサイズはB94 - W60 - H94で、イメージビデオのパッケージなどでも「北村ひとみ」時代も含めてデビュー以来全く変化していないが、2013年11月16日のインタビューで「現在はB97- W72 - H100」「公式プロフィールは夢です。希望も詰まってこんな感じに」と自虐的に明かした[4]。
- 2013年1月25日の東京スポーツに掲載された記事で、暴飲暴食の末に正月太りで体重が5kg以上増量したことが伝えられると、Yahoo!ニュースのランキング1位などインターネットで評判となる[9]。この記事を見て気に入ったみうらじゅんが、週刊SPA!で連載する「グラビアン魂」に水樹を起用し、みうらとともに連載を担当するリリー・フランキーも「今、イチ推し。壇蜜に送る刺客はこの人しかいない」と絶賛した。
- 2013年6月23日放送の『有吉反省会』（日本テレビ系）に「DVD発売の握手会の時、DVDの内容とあまりにもギャップのある体型をお見せしてしまい、購入していただいたファンの方にご迷惑をかけてしまった」ことを反省するために出演した。有吉は下半身と顔の肉付きのギャップに「なんだろう、このラインね。ひょうたん？土偶！」と辛辣にコメントしたが、ツイッターやブログに彼女の体型を賞賛するコメントが殺到した。この番組を収録後に「1か月後の体重が55kgを下回らなければ今回の収録は放送されない」とする企画でダイエットに取り組み、60kgから55kgへ減量して放送された[4]。7月14日放送の同番組に再登場し、「前回の収録とダイエットが終わった翌日から、ラーメン、おすし、焼き肉、カレーと連日のカロリー摂取でわずか3日で体形が元通り」で7.5kgリバウンドして62kgになった、番組出演で話題となり新作DVDの撮影が企画された、とマネージャーが明かした。
- 2018年8月26日放送の『有吉"生”反省会』（24時間テレビ 「愛は地球を救う」内）に出演、2010年～2011年頃に結婚し半年ほどで離婚していたことをカミングアウトした[10]。

## 作品

### イメージビデオ
- ゆれる想い（2005年10月21日、竹書房）
- Melon Chan!（2006年2月10日、アクアハウス）
- マシュマロ（2006年3月24日、ぶんか社）
- 二十歳の瞳（2006年6月22日、ジーオーティー）
- 日テレジェニック2006 胸いっぱいの愛を（2006年7月26日、vap）
- 日テレジェニック2006 Mémoires＜メモアール＞（2007年1月24日、vap）
- やわらかなひとみ（2007年4月20日、ラインコミュニケーションズ）
- つぶらなひとみ（2007年6月25日、ジーオーティー）
- SWEETIE（2007年7月27日、フォーサイド・ドット・コム）
- HIT me!（2007年10月26日、フォーサイド・ドット・コム）
- ぷりんアラモード（2008年1月25日、フォーサイド・ドット・コム）
- たっぷりぷりんアラモード（2008年3月21日、フォーサイド・ドット・コム）
- Collage（2008年9月19日、フォーサイド・ドット・コム）三井涼子との共演作
- 輝くひ・と・み（2008年11月21日、フォーサイド・ドット・コム）
- 弾むひとみ（2009年1月20日、ラインコミュニケーションズ）
- 愛しのひとみ（2009年1月20日、ラインコミュニケーションズ)
- 4 Pieces BOX（2009年3月20日、ラインコミュニケーションズ）
- メロメロ〜ン（2009年5月25日、エアーコントロール）
- とろける果実（2009年7月24日、竹書房）
- ポニョポニョわんだーらんど（2010年2月19日、イーネットフロンティア）
- ポニョポニョわんだーらんど2（2010年6月18日、イーネットフロンティア）

- SWINUTION（2010年9月22日、トリコ）
- ぷるぷるぷるん（2010年12月22日、トリコ）
- 艶珠 TUYA-TAMA（2011年3月20日、ラインコミュニケーションズ）
- Peach Bomb（2011年6月17日、M.B.D メディアブランド）
- 水樹のキモチ（2011年11月25日、エアーコントロール）
- ゆれるすいかっぷ（2012年2月24日、グラッソ）
- みずたま（2012年5月25日、エスデジタル）
- アイドルワン「たまペロッ!!」（2012年9月20日、ラインコミュニケーションズ）
- かぶりつきっ!（2012年12月28日、グラッソ）
- 想いのままに（2013年4月18日、グラッソ）
- みすど mis*dol 〜家政婦のたま〜 水樹たま（2013年10月18日、M.B.D メディアブランド）
- やわらかハニー（2014年3月20日、ギルド）
- ぽっちゃり主義〜すーぱーぽちゃ子に憧れて〜（2014年7月25日、シャイニングスター）
- みすど mis*dol 若妻純情物語（2014年9月19日、M.B.D メディアブランド）
- ぽちゃプニ（2014年12月24日、イーネットフロンティア）
- Full Body（2015年3月27日、スパイスビジュアル）
- ぽちゃプニ2（2015年6月24日、イーネットフロンティア）
- みすど mis*dol 水樹たま（2015年9月18日、M.B.D メディアブランド）
- 一期一会（2016年4月22日、 イメカ合同会社）
- ぽちゃぷにボディ（2018年5月25日、フェイス）
- わがままボディ （2018年10月25日、フェイス）
- イケナイタマゴコロ（2019年5月25日、フェイス）
- ママに甘えていいよ（2022年6月24日、竹書房）[11]

### 写真集
北村ひとみ 名義
- ゆれる想い（2005年10月21日、竹書房、撮影：西條彰仁） ISBN 4812424038
- Melon Chan!（2006年3月24日、アクアハウス、撮影：小塚毅之） ISBN 4860461029

### CD
- ひとP→トランス〜ゆれちゃうひとみ〜（2007年6月22日、フォーサイド）
- ひとみにドッキン☆〜やさしく見つめて〜（2007年9月19日、フォーサイド）

### カレンダー
- 2006年カレンダー（2005年11月17日、トライエックス） ISBN 477742605X

## 出演

### 映画
- 学校の階段（2007年4月28日公開、アンプラグド） - 厚田美冬 役
- 新選組オブ・ザ・デッド（2015年4月11日公開） - なすび奴 役

### テレビ
- 大冒険ジャンバリ（2008年1月 - ）
- グラビアの美少女（MONDO21）
- 悩殺×女神 #145 (MONDO21)
- みうらじゅん&山田五郎の親爺同志 #41 (MONDO TV)
- 田勢康弘の週刊ニュース新書（2010年、テレビ東京）再現ＶＴＲ
- 有吉反省会（2013年6月23日・7月14日、日本テレビ）
- 旅ずきんちゃん 〜全日本のほほ〜ん女子会〜（2013年8月19日、CBC）
- ネリさまぁ〜ず SECOND SEASON（2015年2月8日、日本テレビ）
- 有吉"生”反省会（24時間テレビ 「愛は地球を救う」内）（2018年8月26日、日本テレビ）
- 深夜のダメ恋図鑑#7（2018年11月18日、テレビ朝日）
- 千鳥の相席食堂（2022年２月8日　ABCテレビ）※写真のみ

### 舞台
- アリスインプロジェクト×企画演劇集団ボクラ団義「ハイスクールミレニアム」（2011年12月13日 - 18日、池袋シアターKASSAI） - かおり 役

### オリジナルビデオ
- けっこう仮面 ロワイヤル（2006年） - 高橋真弓 役
- けっこう仮面 プレミアム（2006年） - 高橋真弓 役
- けっこう仮面 フォーエバー（2006年） - 高橋真弓 役

### 携帯サイト
- アイドルがイッパイ（アイパイ）

### その他
- CRぱちんこアバンギャルド（2008年、パチンコ台）